# چای پونه
«چای پونه» (به انگلیسی: Pennyroyal Tea) نام یکی از تک‌آهنگ‌های گروه گرانج نیروانا است.
در کتاب تاریخچهٔ نیروانا با نام «Come as You Are: The Story of Nirvana» که در سال ۱۹۹۳ منتشر شد به این آهنگ اشاره شده و این‌که کوبین «چای پونه» را در آپارتمانی در المپیای واشنگتن-که در سال ۱۹۹۰ با دیو گرول در آن‌جا با هم زندگی می‌کردند- نوشته بود.
«چای پونه» هیچ‌گاه ضبط استودیویی نشد تا این‌که ابتدا در سال ۱۹۹۳ و در سومین آلبوم استودیویی گروه با نام در رَحِم منتشر شد و بعد از آن در آوریل سال ۱۹۹۴ پس از مرگ کرت کوبین به‌صورت تک‌آهنگ روانهٔ بازار شد.

## دربارهٔ نام
برخی بر این عقیده‌اند این آهنگ اشاره به بیماری زخم معدهٔ کوبین دارد-که به خاطر فشارهای عصبی به آن مبتلا شده‌بود-و یکی از دلایلی که برای ترک نکردن هروئین داشت اثر آن بر کاهش درد معده‌اش بود. متن آهنگ در جایی که می‌گوید: «من روی مود شیر گرم و مسهل هستم» می‌تواند استعاره‌ای باشد از هروئین که در شعر از آن به عنوان شیر گرم یاد شده و پیامد مصرف هروئین که یبوست است و فرد معتاد برای حل این مشکل دست به دامان داروی ملین می‌شود.
«چای پونه» همچنین می‌تواند کنایه‌ای باشد از دلایلی که کوبین برای اعتیادش به هروئین می‌آورد. این نوشیدنی از دیرباز به‌منظور سقط جنین استفاده می‌شده. عبارت «بنشین و چای پونه بنوش، و عصارهٔ زندگی را از درون من بِکِش» اشاره به خاصیت سقط جنینی چای پونه دارد و منظور از آن خلاص‌شدن از مشکلاتی-شخصی و حرفه‌ای- است که کوبین در آن دوره با آن‌ها روبرو بود.